# Мюленбах, Карл
Карл Мю́ленбах, Ка́рлис Ми́ленбахс (латыш. Kārlis Mīlenbahs (Mǖlenbachs); 18 января 1853, Курляндская губерния, Российская империя — 27 марта 1916, Верро, Лифляндская губерния, Российская империя) — латышский языковед, педагог, переводчик, один из основоположников латышского языкознания и латышской лексикографии.

## Биография
Родился в семье лесника в Шкютес Кандавской волости Тальсенского уезда. Сначала учился в Кандавской волостной школе, потом — в Тукумской окружной школе. В 1871 году он поступил в Елгавскую гимназию. С 1876 года в Дерптском университете изучал классическкую филологию, окончил в 1880 году со степенью кандидата классической филологии, из-за недостатка средств не мог остаться в университете, чтобы обратиться к научной деятельности. Миленбахс получил университетскую золотую медаль за студенческую конкурсную работу Über die historisch-ethymologische Entwicklung der lateinischen Verba (об историко-этимологическом развитии латинского глагола).
Был членом старейшей латышской студенческой корпорации «Lettonia», членом Латышского литературного общества.
Изучал вопросы синтаксиса, лексики и правописания латышского языка. Был первым из латышских языковедов, кто обратился к общему языкознанию — к вопросу о происхождении речи и языка и теориям о первоначалах артикулированной речи в истории человечества.
Известен как составитель четырёх томов латышско-немецкого толкового словаря; эту работу после его смерти закончил и издал Янис Эндзелинс в 1923—1932 гг. Также совместно с Эндзелинсом Миленбахс в 1907 году написал «Латышскую грамматику».
В 1908 году руководил реформой латышского правописания — переходом от готического письма на латинское в настоящем виде.
Является автором более сотни академических статей по языку на латышском, русском и немецком языках и переводчиком «Одиссеи» (1890—1895).